# Dana Kobler
Dana Kobler-Golia, slovenska pianistka, * 6. junij 1891, Ljubljana, † 27. oktober, 1929, Ljubljana.

## Življenjepis
Pianistka Dana Kobler je bila ena prvih slovenskih koncertnih pianistk, kot to navajajo viri. Rojena je bila leta 1891 v Ljubljani v Ulici sv.Florjana 33.
Klavirsko šolanje je začela v Glasbeni matici pri Josipu Prochazki in nadaljevala pri Karlu Hoffmeistru. Študirala je na Konservatoriju v Pragi med letoma 1911 in 1917 in je končala mojstrsko šolo v razredu Wilhema Kurza. V tem času je na isti ustanovi študirala tudi slovenski pianist Janko Ravnik (1891–1982).
Leta 1920 se je poročila z upravnikom Ljubljanske drame in literatom Pavlom Golio.

## Koncertna pot
Po vrnitvi iz Konservatorija v Pragi je koncertirala po vsej takratni Jugoslaviji. Igrala je vrhunska pianistična dela kot so: F.Liszt Balada v h-molu, Ogrska rapsodija št.13, Ljubezenski sen; F.Chopin Fantazija v f-molu,Scherzo v b-molu ter tudi dela drugih (Smetana, Vitezslav Novak,...).
Leta 1919 jo je kralj Aleksander I. Karađorđević. osebno odlikoval z redom Sv.Save za njeno pianistično umetnost.
Zadnji nastop je imela leto dni pred smrtjo, 9. januarja 1928 v dvorani Slovenske filharmonije.

## Družabno življenje
Koblerjeva je bila del kulturnega življenja takratne Ljubljane in je sodelovala v poznanem kulturnem salonu pri Kesslerjevih, kamor so zahajali Ivan Cankar, Oton Župančič, Vladimir Levstik, Etbin Kristan,... Takrat komaj dvajsetletna Dana je bila Cankarju navdih v noveli Dana iz zbirke treh novel Volja in moč.